# Amt Ebermannstadt

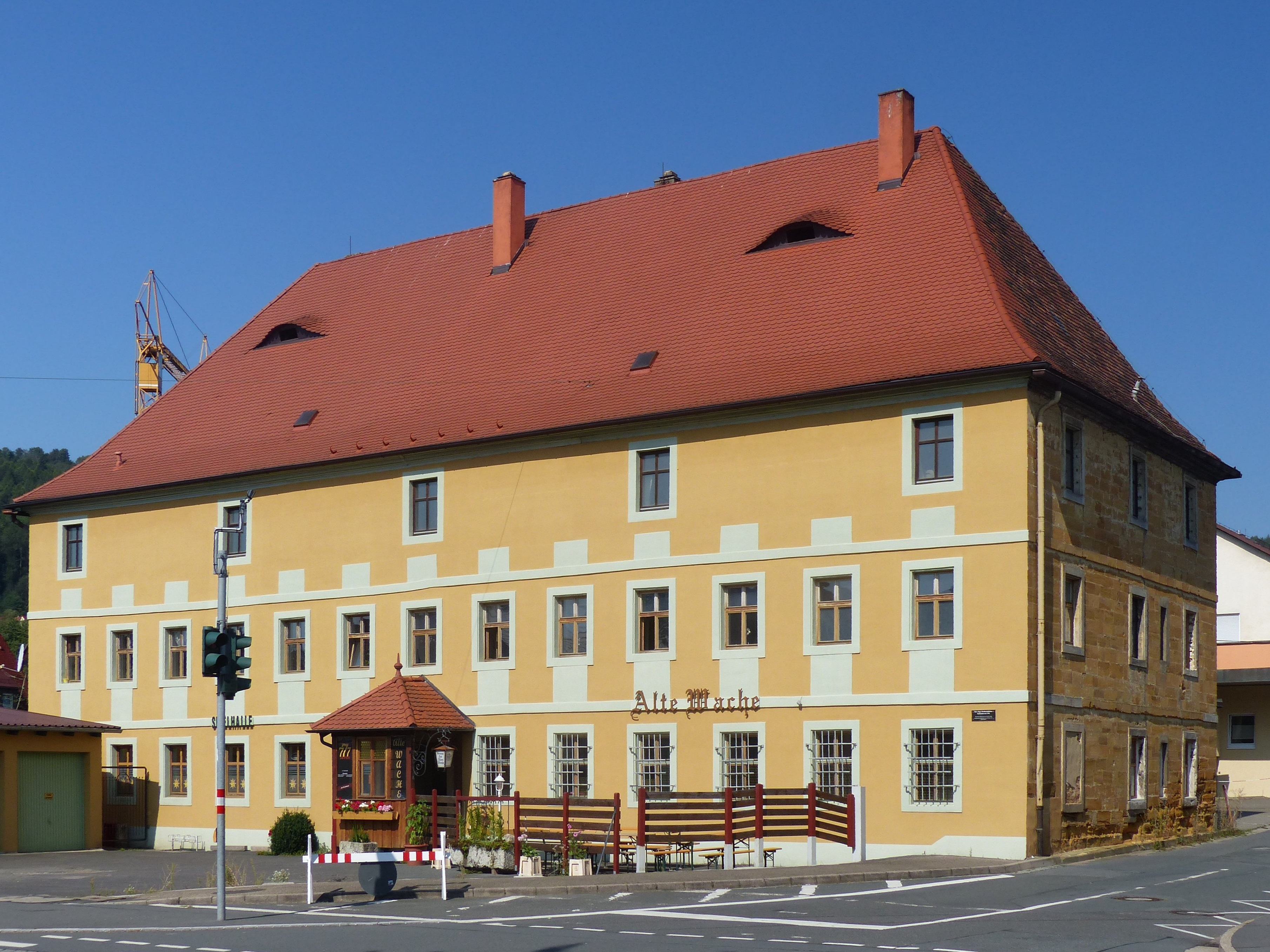
Das frühere Amtshaus von Ebermannstadt, der ehemalige Verwaltungssitz des Amtes

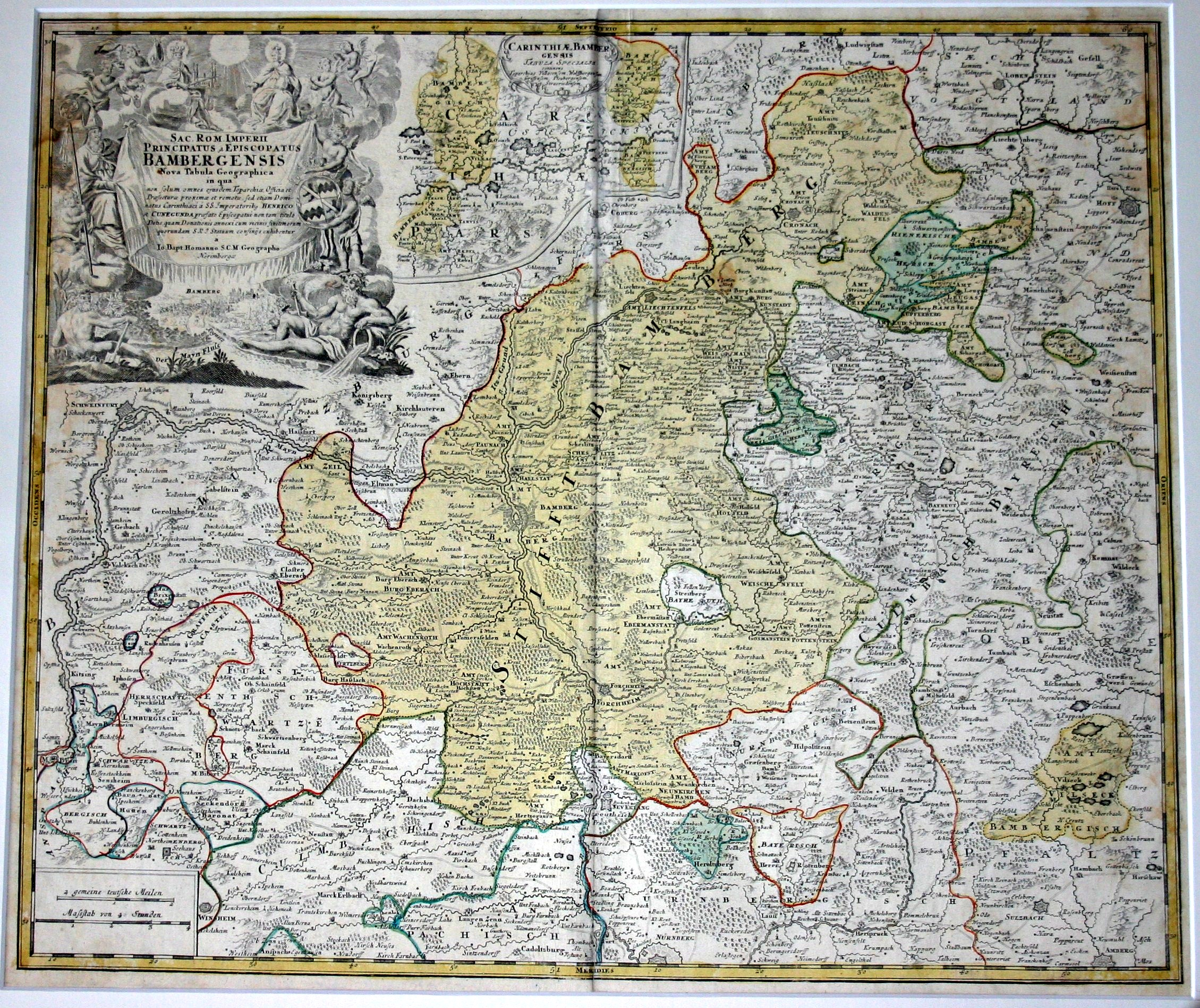
Das Territorium des Hochstiftes Bamberg auf einer zu Beginn des 17. Jh. vom Kartographen Johann Baptist Homann angefertigten Karte

Das Amt Ebermannstadt war ein Verwaltungsgebiet des Hochstiftes Bamberg, eines reichsunmittelbaren Territoriums im Heiligen Römischen Reich. Das dem Fränkischen Reichskreis zugeordnete Hochstift Bamberg war ein geistliches Fürstentum, das bis zum Beginn des 19. Jahrhunderts existierte.

## Geografie
Das im Südosten des Bamberger Herrschaftsgebietes gelegene Amt war eines der größeren hochstiftischen Ämter und lag inmitten des bambergischen Kerngebietes. Seine bambergischen Nachbarterritorien waren die Ämter Eggolsheim, Forchheim, Gößweinstein, Waischenfeld und Wolfsberg bzw. Teilgebiete (Exklaven) davon. Im Nordosten des Amtsgebietes lag das zum Fürstentum Bayreuth gehörende Amt Streitberg, das eine innerhalb des bambergischen Kerngebietes gelegene Enklave war. An der Südwestgrenze des Ebermannstädter Amtes bestand mit der Vogtei Hetzelsdorf eine weitere Exklave dieses Fürstentums.

## Struktur
Die Verwaltung des Amtes Ebermannstadt bestand aus einem Oberamt, einem Vogteiamt, einem Steueramt, einem Kastenamt und einem Centamt.

### Amtssitz
Der Sitz der Amtsverwaltung befand sich in Ebermannstadt. Zu Beginn des 19. Jahrhunderts war die Verwaltung in einem Amtshaus untergebracht, das 1792 errichtet worden war und sich unmittelbar nordwestlich der Ebermannstädter Kernstadt befand.

### Amtsverwaltung
Die Amtsleitung bildete ein Vogt, der zugleich auch als Centrichter, Kastner, Steuereinnehmer, Umgelder und Forstmeister fungierte. Zum Amtspersonal gehörten zudem noch vor Ort sitzende Schultheißen in 20 Ortschaften.

### Oberamt
Das Oberamt Ebermannstadt war eine Mittelbehörde, die – wie im Hochstift Bamberg üblich – ausschließlich repräsentative Tätigkeiten wahrnahm und weder Jurisdiktions- noch Verwaltungsaufgaben ausübte.

### Vogteiamt
Das Vogteiamt Ebermannstadt war eines der 54 Vogteiämter des Hochstifts Bamberg. Sein Vogteibezirk umfasste folgende Dorfmarkungen und Ortschaften:
Breitenbach, Buckenreuth, Ebermannstadt, Eschlipp, Gasseldorf, Haag, Leidingshof, Moggast, Rothenbühl, Rüssenbach (nur der nordwestlich des Neuseser Bach gelegene Ortsteil), Unterleinleiter, Veilbronn, Volkmannsreuth und Wohlmuthshüll.
Außerdem gehörte zum Vogteibezirk des Ebermannstädter Amtes Hartenreuth, in dessen Dorfmarkung die Dorf- und Gemeindeherrschaft gemeinsam mit dem ebenfalls bambergischen Amt Gößweinstein ausgeübt wurde.

### Centamt
Das Centamt Ebermannstadt war eines der 29 Centämter des Hochstiftes Bamberg. Sein Hochgerichtsbezirk umfasste folgende Dorfmarkungen und Ortschaften:
Breitenbach, Buckenreuth, Burggaillenreuth, Burggrub, Dürrbrunn, Ebermannstadt, Eschlipp, Gasseldorf,  Gasseldorf, Gößmannsberg, Hagenbach, Kanndorf, Kolmreuth, Leidingshof, Lützelsdorf, Moggast, Morschreuth, Oberleinleiter, Oberzaunsbach, Pfaffenloh, Poppendorf, Pretzfeld, Rothenbühl, Rüssenbach (nur der nordwestlich des Neuseser Bach gelegene Ortsteil), Siegritz, Thosmühle, Unterleinleiter, Unterzaunsbach, Urspring, Veilbronn, Volkmannsreuth, Wannbach, Windischgaillenreuth und Wohlmuthshüll.

### Steueramt
Das Steueramt Ebermannstadt war eines der 46 Steuerämter des Hochstiftes Bamberg. Der räumliche Wirkungsbereich des Steueramtes war deckungsgleich mit dem des Ebermannstädter Vogteiamtes.
Die wirtschaftliche Bedeutung des Amtes für das Hochstift Bamberg war ein wenig mehr als durchschnittlich, es wurde daher als Amt II. Klasse (von 5) geführt. Die Steuererträge des Steueramtes betrugen im Schnitt in der Amtszeit von Peter Philipp von Dernbach (1672–1683) 2787 und in der Amtszeit von Marquard Sebastian Schenk von Stauffenberg (1683–1693) 2258 fränkische Gulden pro Jahr.

### Kastenamt
Das Kastenamt Ebermannstadt war eines der 24 Kastenämter des Hochstiftes Bamberg.